# Cuộc giải cứu hang Tham Luang
Vào ngày 23 tháng 6 năm 2018, một nhóm mười hai cậu bé, từ 11 đến 16 tuổi, từ một đội bóng đá, cùng với huấn luyện viên của họ, bị mắc kẹt trong hang Tham Luang Nang Non ở tỉnh Chiang Rai của Thái Lan, sau khi mưa lớn làm ngập một phần hang động trong chuyến tham quan của họ. Họ đã được báo cáo mất tích sau một vài giờ, và các hoạt động tìm kiếm đã được bắt đầu ngay lập tức. Mặc dù đồ đạc được tìm thấy đã xác nhận rằng nhóm có khả năng ở trong hang, nhưng những nỗ lực để xác định vị trí của họ bị cản trở bởi mực nước dâng cao, ngăn chặn sự xâm nhập vào các động bên trong của hang và không thể liên lạc với họ trong hơn một tuần. Nỗ lực cứu hộ mở rộng thành một hoạt động lớn do chính phủ lãnh đạo, trong bối cảnh truyền thông đưa tin dày đặc và sự quan tâm sâu sắc của công chúng Thái Lan.
Sau khi cố gắng vượt qua các lối hẹp và nước bùn, các thợ lặn phát hiện ra những người mất tích, tất cả đều sống trên một tảng đá cao ở vị trí cách miệng hang động khoảng 4 km theo đường chim bay, ngày 2 tháng 7, hơn chín ngày sau khi họ mất tích. Để rời khỏi hang động, họ có thể cần phải học cách lặn hoặc chờ vài tháng để lũ lụt rút đi.
Hơn 1.800 người đã tham gia vào hoạt động cứu hộ (thời điểm cao nhất), bao gồm lực lượng đặc nhiệm SEAL của hải quân Thái Lan cũng như các đội và tình nguyện viên đến từ Anh Quốc, Trung Quốc, Myanmar, Lào, Úc, Hoa Kỳ, Nhật, Nga, Phần Lan, Hà Lan, Bỉ, Đan Mạch, Thụy Điển, Đức, Ukraina, Israel, Ấn Độ, Séc, Canada, Philippines.
Tổng cộng khoảng 10.000 người tham gia chiến dịch.

## Mất tích

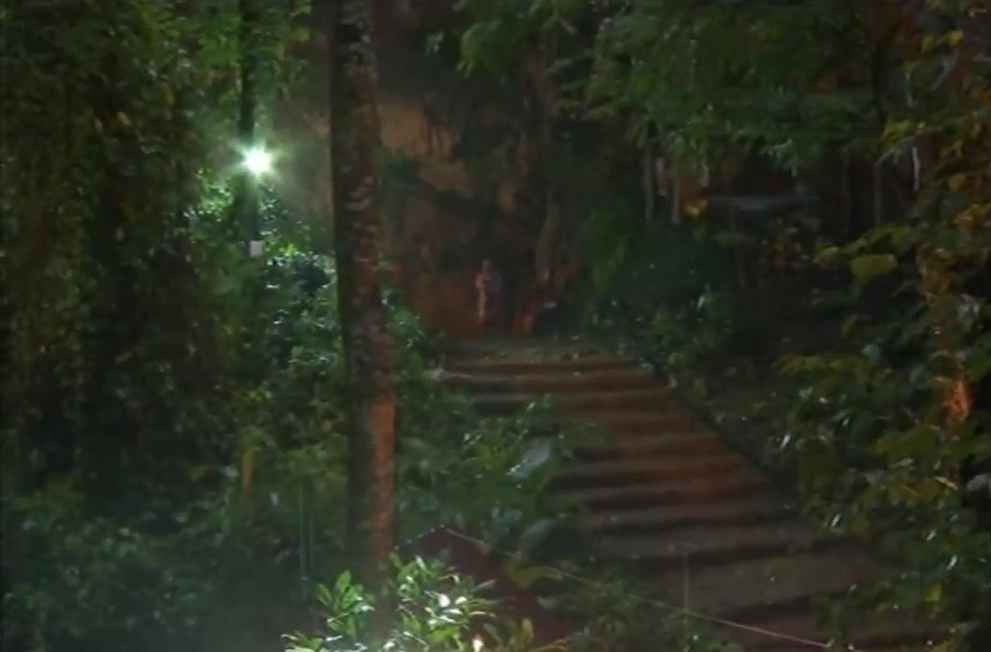
Lối vào hang động chính, với những trận mưa lớn cản trở nỗ lực cứu hộ

Hang Tham Luang là một khu phức hợp trải dài bên dưới ngọn núi Doi Nang Non trên biên giới giữa Thái Lan và Myanmar. Hệ thống này dài 10 km và là một trong những hệ thống hang động khó đi lại nhất do đường hẹp và đường hầm quanh co. Một bảng hiệu khuyến cáo không vào hang này trong mùa mưa (tháng 7-tháng 11) được đăng ở lối vào. Mặc dù hang dài hơn 10,3 km (dưới ngọn núi có đỉnh cao nhất hơn 1200 m), có đoạn hẹp chỉ 38 cm, và có một ngã ba hình chữ T.
Vào ngày 23 tháng 6 năm 2018, một nhóm mười hai cậu bé tuổi từ 11 đến 16 từ một đội bóng đá địa phương Heo Rừng (Moo Pa) đã mất tích sau khi ra vào khám phá hang động với trợ lý huấn luyện viên 25 tuổi của họ. Mười ba người dường như đã bị mắc kẹt trong các đường hầm tối tăm bởi một trận mưa lớn bất ngờ và liên tục sau khi họ đi vào hang. Một kiểm lâm viên của Cục Công viên quốc gia đã cảnh báo chính quyền của các cậu bé mất tích sau khi nhìn thấy đồ đạc không được yêu cầu của họ ở lối vào hang động.

### Danh sách
| Tên                   | Biệt danh | Tuổi  | Tình trạng                                                                                             |
| --------------------- | --------- | ----- | --- |
| Chanin Vibulrungruang | Titan     | 11    | |
| Panumas Sangdee       | Mig       | 13    | |
| Duganpet Promtep      | Dom       | 13    | Đội trưởng.                                                                                            |
| Somphong Chaiwong     | Pong      | 13    | |
| Mongkol Booneiamม     | Mark      | 13    | Được cứu đợt 1 Không quốc tịch.                                                                        |
| Natthawut Thakhamsong | Tern      | 14    | Được cứu đợt 1.                                                                                        |
| Ekarat Wongsukchan    | Bew       | 14    | |
| Adul Sam-on           | —         | 14    | Người duy nhất biết nói tiếng Anh; đã giao tiếp với đội giải cứu đầu tiên. Không quốc tịch.            |
| Prajak Sutham         | Note      | 15    | Được cứu đợt 2                                                                                         |
| Pipat Pho             | Nick      | 15    | Được cứu đợt 3 hoặc 4                                                                                  |
| Pornchai Kamluang     | Tee       | 16    | Không quốc tịch.                                                                                       |
| Peerapat Sompiangjai  | Night     | 16–17 | Kỷ niệm sinh nhật ở trong hang.                                                                        |
| Ekapol Chantawong     | Ake       | 25    | Một cựu thầy tu và là trợ lý huấn luyện viên của đội bóng. Không quốc tịch. Người thứ 9 được giải cứu. |

## Hoạt động cứu hộ

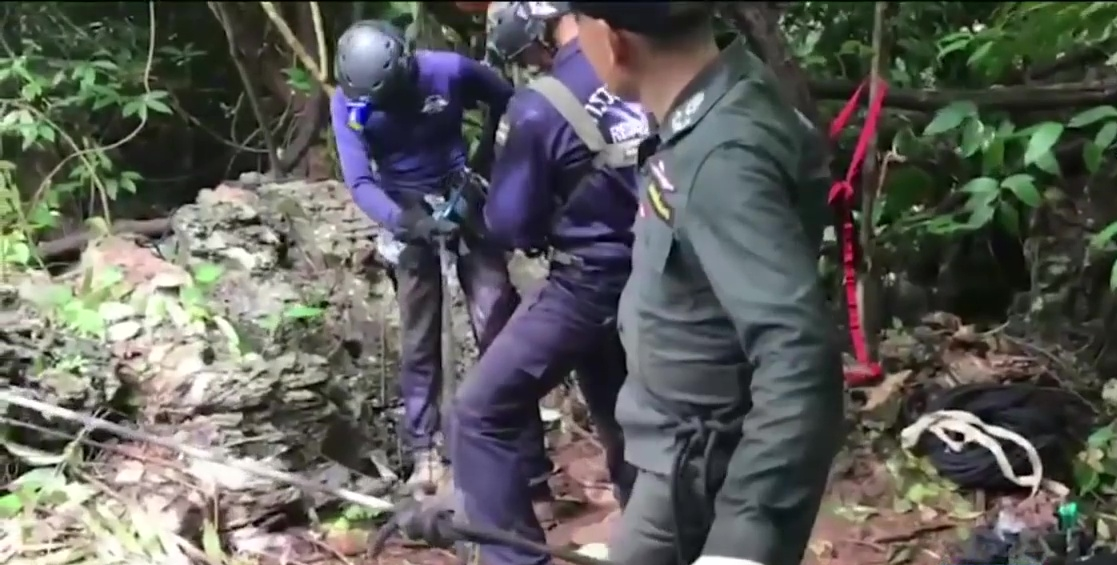
Các nhân viên cứu hộ đã tìm kiếm các lối vào thay thế để vào Tham Luang.

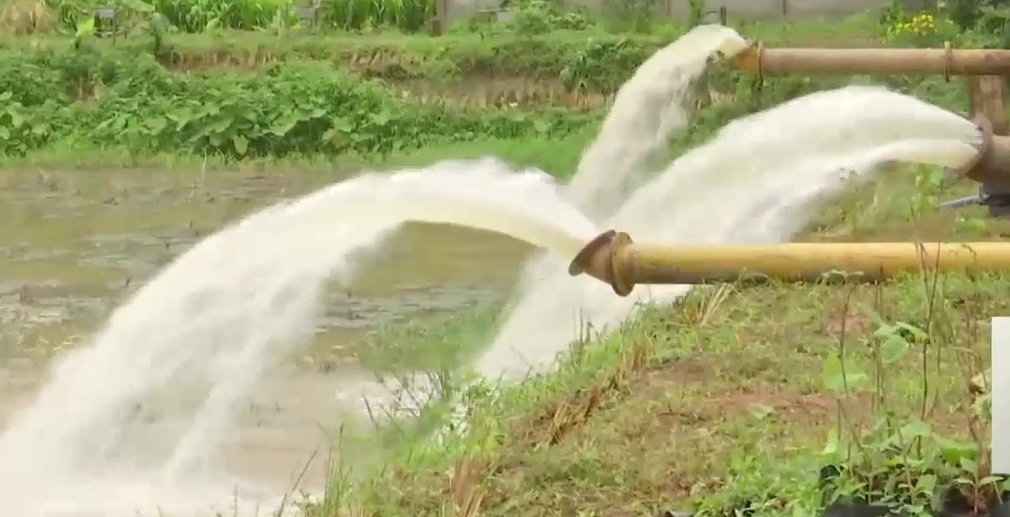
Bơm nước ra khỏi hang

### Hoạt động tìm kiếm ban đầu
Các thợ lặn quân sự đã tìm kiếm người trong hang này, việc tìm kiếm trong hang động phức tạp do lượng mưa gia tăng và nước đục trong hang. Do mưa liên tục tiếp tục tràn ngập lối vào hang, việc tìm kiếm phải bị gián đoạn theo định kỳ. Sau bốn ngày, SEAL Thái Hải được gia nhập bởi một nhóm 30 nhân viên của Bộ Tư lệnh Thái Bình Dương Hoa Kỳ và các chuyên gia cứu hộ hang động của Anh Richard Stanton MBE, John Volanthen và Robert Harper.
Cảnh sát với những con chó đánh hơi đã tìm kiếm chỗ hở trục trong phạm vi tìm kiếm lối vào thay thế cho các nhánh hang bên dưới.

### Cái chết của người giải cứu
Một cựu sỹ quan hải quân Thái Lan 38 tuổi thuộc lực lượng thợ lặn cứu hộ Samarn Poonan/Samarn Gunan (tiếng Thái: สมาน กุนัน) được xác định là tử vong lúc 1 giờ sáng (giờ địa phương) ngày 6/7/2018 vì thiếu dưỡng khí.

### Giải cứu
Ba phương án giải cứu là để các em lặn ra ngoài, khoan từ trên núi xuống và bơm nước cho nước cạn để đi bộ ra. Nhưng do mực nước có thể dâng cao nữa gây nguy hiểm nên phương án một được chọn.
Hoạt động giải cứu chính thức từ 8 tháng 7 năm 2018, chia làm 3 đợt trong 3 ngày liên tiếp. mỗi đợt có khoảng 90 đến hơn 100 nhân viên cứu hộ Thái Lan và quốc tế tham gia, trong đó bao gồm 18 hay 19 thợ lặn chính (phần lớn của nước ngoài) có nhiệm vụ trực tiếp đưa các cầu thủ ra ngoài.
Ngày 10 tháng 7 năm 2018, toàn bộ 13 thành viên của đội bóng nhí Thái Lan đã được giải cứu thành công.

## Tiếp xúc
Mười hai cậu bé và huấn luyện viên đã được định vị, tất cả đều còn sống, vào ngày 2 tháng 7 năm 2018, khoảng 22h00 giờ địa phương. Nhóm được các thợ lặn người Anh Richard Stanton và John Volanthen phát hiện khoảng 400 mét (1.300 ft) bên ngoài một hang động có biệt danh có tên là "Bãi Pattaya", liên quan đến một bãi biển trên mặt đất ở Thái Lan cùng tên, Bãi Pattaya. Tảng đá cao, nơi các chàng trai và huấn luyện viên của họ được tìm thấy cách cửa hang khoảng 2 km.
Một đoạn video về cuộc gặp gỡ được đăng trên Facebook bởi lực lượng SEAL Hải quân Thái Lan, cho thấy các chàng trai và sự tương tác của họ với các thợ lặn. Trong video, các cậu bé bàng hoàng dường như không biết họ đã bị kẹt sâu trong bao lâu khi các em hỏi các thợ lặn ngày hôm đó là thứ mấy.

## Chuyện bên lề
Trong quá trình giải cứu khỏi hang Tham Luang đội bóng Heo Rừng được sự quan tâm rộng rãi ở Thái Lan và quốc tế. Chủ tịch FIFA Gianni Infantino đã gứi tới chủ tịch Hiệp hội bóng đá Thái Lan (FAT), thư mời đội bóng và huấn luyện viên đến dự khán chung kết World Cup Russia 2018 nếu hoàn cảnh cho phép và dường như khó thực hiện do các em phải điều trị tại bệnh viện. Manchester United FC thì đưa ra lời mời đội và những người cứu hộ của họ đến dự một trận đấu tại Old Trafford trong mùa giải tới. FC Barcelona mời đội chơi trong giải đấu quốc tế của họ vào năm tới, và để xem một trận đấu đầu tiên tại sân Camp Nou. Câu lạc bộ Bồ Đào Nha S.L. Benfica đã mời các cầu thủ và HLV đến dự một tuần khóa đào tạo được trả lương.
Tuy nhiên do chính sách quốc tịch đặc thù của Thái Lan mà bốn thành viên của đội lại là những người dân tộc thiểu số không quốc tịch, gồm có huấn luyện viên Ekkapol Chantawong người Tai Lue (người Lự), và ba cầu thủ Adul Sam-on (người Wa), Mongkol Booneiam, Pornchai Kamluang. Những người này hiện không có quyền tham gia vào bóng đá chuyên nghiệp ở Thái Lan. Họ cũng không thể đến dự khán chung kết World Cup hoặc đến sân Old Trafford của Manchester United FC, vì hiện không thể làm hộ chiếu.
Vào năm 2018, chính quyền đang cân nhắc việc cấp quốc tịch cho họ.

## Hậu kỳ
Chính phủ Thái Lan sẽ xây dựng khu vực hang Tham Luang thành khu bảo tàng về chiến dịch giải cứu. Các kế hoạch du lịch được xúc tiến. Khu vực này sẽ trở thành một bảo tàng thực tế để cho khách du lịch thấy vụ giải cứu đã diễn ra như thế nào.
Các nhà làm phim Hollywood cũng đang cân nhắc việc chuyển thể chiến dịch giải cứu thành một tác phẩm điện ảnh bom tấn. Bộ phim có thể sẽ tập trung vào hai thợ lặn người Anh - những người đầu tiên tìm thấy 13 thành viên của đội bóng.
Cuộc giải cứu 13 thành viên đội bóng đã được dựng thành phim "Thirteen Lives" - phim tiểu sử sinh tồn do Ron Howard đạo diễn và sản xuất. Phim được công chiếu lần đầu vào ngày 29 tháng 7 năm 2022.